# Mari Carmen García Vela
Mari Carmen García Vela (Madrid, 7 de mayo de 1942) es una presentadora española.

## Trayectoria profesional
Licenciada en Geografía e Historia por la Facultad de Geografía e Historia (Universidad Complutense de Madrid), ingresó en Televisión Española en 1962 tras ganar el concurso de jóvenes talentos Caras nuevas. A los pocos meses comenzó a trabajar en Radio Nacional de España, con programas como Llamada al corazón, labor que iría compatibilizando con apariciones en diferentes espacios de TVE (como Academia TV o Unos pasos por los libros en 1965).
En 1975 se le asigna a los Servicios Informativos y durante los siguientes tres años colabora en el programa Siete días así como en el Telediario. En 1978, se le encarga la presentación de El canto de un duro, un programa de contenido económico en el que permaneció hasta 1981, fecha en la que regresa al Telediario.
Sin embargo, la gran popularidad se la debe a Informe semanal. En 1983 fue llamada por Ramón Colom para presentar el programa decano de la televisión en España. La presentadora se mantuvo en el espacio hasta 1997, convirtiéndose en ese momento en la persona que de manera ininterrumpida, más tiempo había estado al frente de un programa de televisión en España; aunque si bien en catorce años de presentación del programa, estuvo fuera de él en tres ocasiones durante un total de 20 meses, siendo sustituida por Ramón Colom, Rosa María Mateo y Georgina Cisquella.
Tras el relevo en la dirección del programa en 1996, el nuevo responsable, Baltasar Magro, tomó la decisión de presentar el espacio, lo que motivó que García Vela dejara de aparecer en pantalla en enero de 1997, pero continuó vinculada al espacio en labores de redacción hasta septiembre de 1997. Desde 1997 a 2002 presentaría el informativo de TVE Internacional.
Entre los numerosos premios recibidos cuenta con la Antena de Oro de 1990 a la Mejor Presentadora de Televisión.
Durante dos años consecutivos figuró entre los diez periodistas con mayor credibilidad de España, según el estudio realizado por el Gabinete de Estudios de Comunicación Audiovisual (GECA), sobre la base de una encuesta de la empresa Vox Pública. En 1996 quedó en 5.º lugar y en 1997 ascendió al tercer puesto, sólo superada por Iñaki Gabilondo y Matías Prats.
En 2003 se reuniría con parte del antiguo equipo de Informe semanal en el plató de los telediarios de TVE para celebrar el 30.º aniversario del programa, durante esa conmemoración declaró que se había acogido al ERE que hubo en RTVE entre 1998 y 2002.

## Vida personal
Está casada y tiene tres hijos.